# Allan Bushell
Allan Bushell (* 4. September 1932 in Burnley; † 12. Oktober 2013 in Blackburn) war ein englischer Fußballspieler.

## Karriere
Bushell spielte in Burnley für Wood Top in einer Sunday School League, im Dezember 1950 gehörte der als „Star-Mittelstürmer“ betitelte Angreifer einem Auswahlteam der Liga für ein Erstrundenspiel des Lancashire Youth Cups gegen die Darwen Youth League an. 1950 gewann er mit Wood Top die Reserve Division und war dabei bester Torschütze seines Teams. In der Folge kam Bushell zu Accrington Stanley, für deren Reserveteam er in der Rückrunde der Saison 1951/52 mehrfach als Torschütze in Erscheinung trat. Der Amateurspieler debütierte schließlich Ende November 1952 für die erste Mannschaft in der Football League Third Division North als Rechtsaußen und erzielte bei einem 2:1-Sieg gegen den AFC Rochdale einen Treffer.
Bis Anfang Januar kam er zu sechs weiteren Pflichtspieleinsätzen, mehrfach auch als Linksaußen, darunter auch eine Partie im FA Cup (0:2 gegen den Ligakonkurrenten Mansfield Town), ehe Walter Aveyard und dann Arnie Darcy den Vorzug erhielten. Letztmals im April 1953 zu zwei Einsätzen gekommen, verließ er am Saisonende Accrington wieder, das die Saison auf dem letzten Tabellenplatz beendete und sich zur Wiederwahl um den Ligaverbleib stellen musste. 
Weitere fußballerische Aktivitäten Bushells sind nicht überliefert. Er verstarb 81-jährig im Royal Blackburn Hospital und hinterließ zwei Kinder.